# Климат высоких субтропических нагорий
Кли́мат высо́ких субтропи́ческих наго́рий — разновидность субтропического климата, распространённая на высоких нагорьях Азии — Тибетском, Памире, Каракоруме, Гиндукуше, на высотах 3500 — 4000 м. Климат здесь резко континентальный, при этом лето сравнительно прохладное, а зима очень холодная. Осадков выпадает мало — это климат высогорной пустыни.

## Характеристика
В Лех (Ладакх) средняя температура июля +18˚, а января –7˚, среднегодовое количество осадков 80 мм (июль–август – 25 мм). В Дулани средняя температура июля +16˚, а января –9˚, среднегодовое количество осадков 130 мм. В Мургабе (Памир) средняя температура июля +14˚, а января –18˚ (иногда достигают –50˚), среднегодовое количество осадков 77 мм.
На юго-востоке Тибетского нагорья летние осадки обильны в связи с проникновением сюда индийского муссона. В Лхасе средняя температура июля +17˚, а января 0˚, среднегодовое количество осадков 430 мм. 
К востоку от Памира расположен Синьцзян (1000 – 2000 м), который со всех сторон, кроме востока, окружён горами. Осадков здесь выпадает очень мало и ландшафт представляет пустыню с жарким летом и холодной зимой. В Кашгаре средняя температура июля +28˚, а января –6˚, среднегодовое количество осадков 100 мм. В Урумчи средняя температура июля +24˚, а января –19˚, среднегодовое количество осадков 100 мм.